# Meiringen
Meiringen, im berneroberländischen Ortsdialekt Meiringe [mɛi̯rɪŋːə] oder an der Gasse [an dər gasːə], ist eine Einwohnergemeinde und ein Dorf im Verwaltungskreis Interlaken-Oberhasli im Schweizer Kanton Bern.

## Geographie

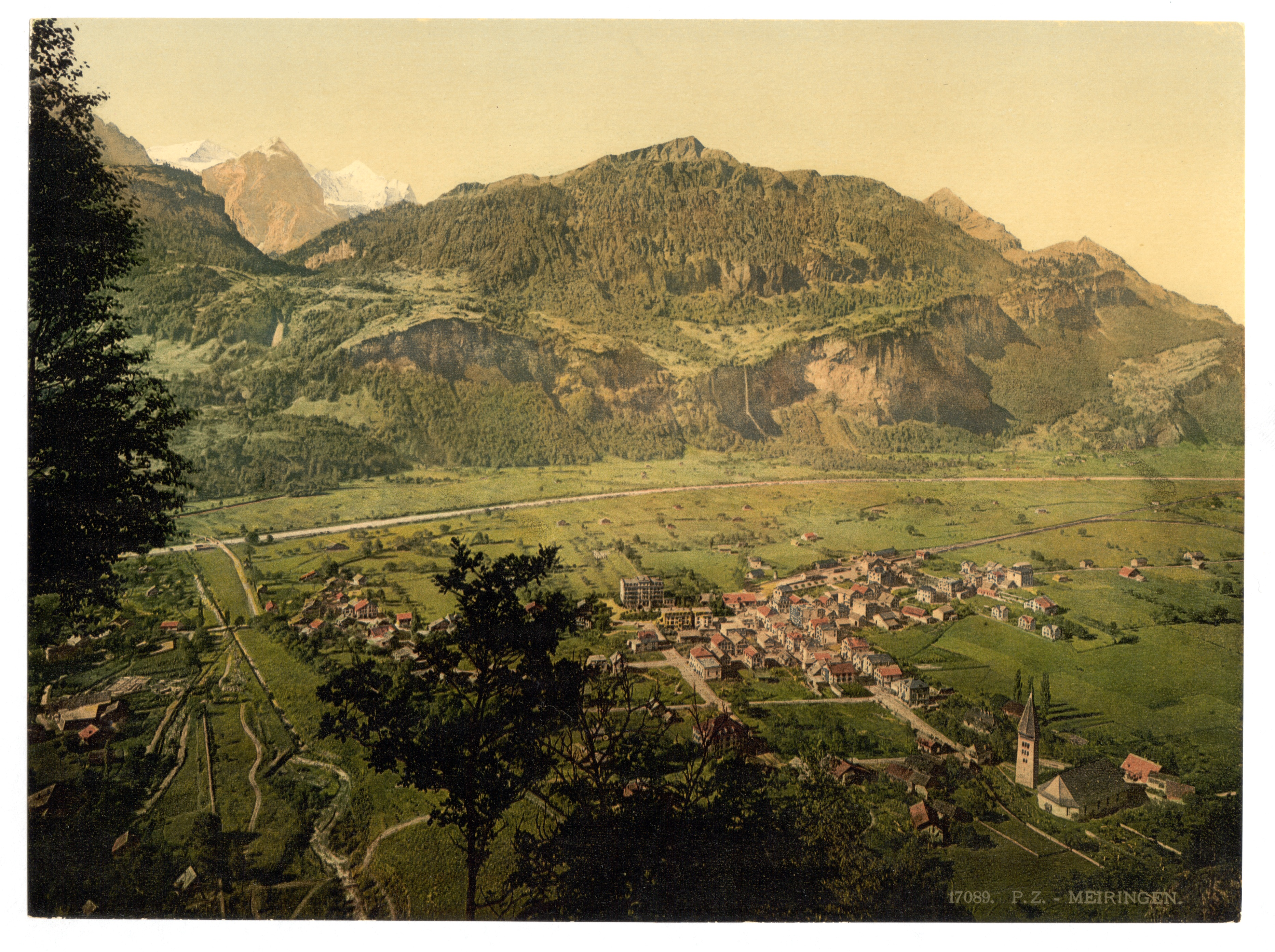
Meiringen um 1900

Luftbild (1956)

Meiringen liegt im östlichen Berner Oberland, im Haslital am Oberlauf der Aare, die nach Westen zum Brienzersee hin abfliesst. Der Ort liegt am Fuss verschiedener Pässe, die Übergänge über die umgebenden Gebirgsketten ermöglichen: im Osten der Sustenpass in den Kanton Uri, im Südosten der Grimselpass in den Kanton Wallis und im Nordwesten der Brünigpass in den Kanton Obwalden. Durch das Reichenbachtal führt ein Übergang über den Pass Grosse Scheidegg nach Grindelwald, der jedoch für den privaten Autoverkehr gesperrt ist.
Meiringen grenzt im Osten an die Gemeinden Hasliberg, Innertkirchen und Schattenhalb, im Westen an die Gemeinden Brienzwiler, Brienz und Grindelwald und im Norden an die Gemeinde Lungern im Kanton Obwalden.
Die Gemeinde besteht aus den Ortschaften Meiringen (nördlich der Aare), Balm und Unterheid/Unterbach (südlich der Aare), Hausen (Richtung Brünigpass), Brünigen, Brünig (auf dem Brünigpass), Zaun, dem Wilerli, dem Prasti, dem Brünigerälpeli, den Alpen Breitenboden, Isetwald, Wandel und Wirzen, Schönbühl und der Schwarzwaldalp, 12,2 Kilometer von der Ortschaft Meiringen entfernt.

### Klima
Für die Normalperiode 1991–2020 betrug die Jahresmitteltemperatur 8,7 °C, wobei im Januar mit −1,1 °C die kältesten und im Juli mit 17,9 °C die wärmsten Monatsmitteltemperaturen gemessen wurden. Im Mittel sind hier rund 120 Frosttage und 23 Eistage zu erwarten. Sommertage gibt es im Jahresmittel rund 37, während im Schnitt 4 bis 5 Hitzetage zu verzeichnen sind. Die Messstation von MeteoSchweiz liegt auf einer Höhe von 589 m ü. M.
|                        | Jan  | Feb  | Mär  | Apr  | Mai  | Jun  | Jul  | Aug  | Sep  | Okt  | Nov  | Dez  |   |       |
| Mittl. Temperatur (°C) | −1,1 | 0,4  | 5,0  | 9,2  | 13,2 | 16,5 | 17,9 | 17,4 | 13,6 | 9,1  | 3,7  | −0,5 | ⌀ | 8,7   |
| Mittl. Tagesmax. (°C)  | 2,3  | 4,7  | 10,3 | 14,7 | 18,7 | 21,9 | 23,6 | 23,0 | 18,8 | 14,0 | 7,6  | 2,5  | ⌀ | 13,6  |
| Mittl. Tagesmin. (°C)  | −5,0 | −4,2 | −0,3 | 3,1  | 7,3  | 11,0 | 12,5 | 12,1 | 8,6  | 4,6  | −0,1 | −3,9 | ⌀ | 3,8   |
|                        |      |      |      |      |      |      |      |      |      |      |      |      |   |       |
| Niederschlag (mm)      | 82   | 72   | 85   | 90   | 137  | 148  | 160  | 174  | 108  | 92   | 95   | 98   | Σ | 1341  |
|                        |      |      |      |      |      |      |      |      |      |      |      |      |   |       |
| Regentage (d)          | 10,0 | 9,0  | 10,2 | 10,1 | 12,3 | 14,0 | 14,0 | 13,8 | 10,3 | 9,8  | 10,0 | 10,8 | Σ | 134,3 |
|                        |      |      |      |      |      |      |      |      |      |      |      |      |   |       |
| Luftfeuchtigkeit (%)   | 85   | 79   | 73   | 70   | 73   | 75   | 76   | 79   | 81   | 83   | 84   | 86   | ⌀ | 78,7  |

| −5,0 |

| −4,2 |

| −0,3 |

| 3,1 |

| 7,3 |

| 11,0 |

| 12,5 |

| 12,1 |

| 8,6 |

| 4,6 |

| −0,1 |

| −3,9 |

| −5,0 |

| −4,2 |

| −0,3 |

| 3,1 |

| 7,3 |

| 11,0 |

| 12,5 |

| 12,1 |

| 8,6 |

| 4,6 |

| −0,1 |

| −3,9 |

## Geschichte
Der Name Meiringen wird erstmals 1234 als Magiringin und in einem undatierten Dokument aus der ersten Hälfte des 13. Jahrhunderts als Herkunftsbezeichnung eines Petrus de Megeringen erwähnt. Schreibungen ohne -g- treten bereits wenig später auf: 1248 Meiringin, Moieringen, 1272 Meieringen, 1296 Meyringen. Die Herkunft des Ortsnamens lässt sich infolge seiner vergleichsweise späten Erstbezeugung nicht sicher bestimmen. Er könnte aus dem althochdeutschen Personennamen Megiher und der Ortsnamenendung -ingun gebildet sein, was «bei den Leuten, bei der Sippe des Megiher» bedeuten würde.
Die Nennung von 1234 ist zugleich der erste urkundliche Beleg der Kirche Meiringen, die allerdings Vorgängerbauten aus dem 10. oder sogar 9. Jahrhundert hatte. Meiringen war bereits zu dieser Zeit der kirchliche, politische und wirtschaftliche Mittelpunkt der Talschaft Hasli. 1234 wurde der Kirchensatz dem Kloster St. Lazarus in Seedorf geschenkt, ab 1272 lag er beim Kloster Interlaken, und 1528 fiel er mit der Reformation an die Stadt Bern. Ein Jahrmarkt bestand seit 1417, ein Wochenmarkt seit 1490.
Nach 1800 führte starkes Bevölkerungswachstum zu Armut und vermehrt erzwungener Auswanderung nach Amerika. Neben der Viehwirtschaft begann im 19. Jahrhundert aber die Heimindustrie an Wichtigkeit zuzunehmen, speziell die Holzschnitzerei. Der wirtschaftliche Aufschwung durch den Tourismus setzte nach 1880 ein. 1913 gab es in Meiringen schon 18 Hotels mit insgesamt 500 Betten.
In den Jahren 1879 und 1891 hatte Meiringen zwei grosse Dorfbrände zu erleiden.
Der Militärflugplatz Meiringen nahm den Betrieb 1941 auf.

## Bevölkerung
| Bevölkerungsentwicklung | Bevölkerungsentwicklung | Bevölkerungsentwicklung | Bevölkerungsentwicklung | Bevölkerungsentwicklung | Bevölkerungsentwicklung | Bevölkerungsentwicklung | Bevölkerungsentwicklung | Bevölkerungsentwicklung | Bevölkerungsentwicklung | Bevölkerungsentwicklung | Bevölkerungsentwicklung | Bevölkerungsentwicklung | Bevölkerungsentwicklung | Bevölkerungsentwicklung |
| ----------------------- | ----------------------- | ----------------------- | ----------------------- | ----------------------- | ----------------------- | ----------------------- | ----------------------- | ----------------------- | ----------------------- | ----------------------- | ----------------------- | ----------------------- | ----------------------- | ----------------------- |
| Jahr                    | 1764                    | 1850                    | 1880                    | 1900                    | 1930                    | 1950                    | 1960                    | 1970                    | 1980                    | 1990                    | 2000                    | 2010                    | 2015                    | 2023                    |
| Einwohner               | 964                     | 2'358                   | 2'807                   | 3'077                   | 3'103                   | 3'640                   | 3'749                   | 3'759                   | 4'072                   | 4'346                   | 4'803                   | 4'729                   | 4'737                   | 4'798                   |

## Politik
In Meiringen gibt es eine Gemeindeversammlung, die zweimal im Jahr ordentlich zusammenkommt. Das ausführende Organ ist der Gemeinderat, der aus sieben Mitgliedern besteht. Der Gemeindepräsident ist Daniel Studer (Stand: 2025).
Die Wähleranteile der Parteien anlässlich der Nationalratswahlen 2023 betrugen:
SVP 39,2 % (−3,4 %), SP 18,6 % (+2,9 %), Mitte 7,1 % (+0,6 %), GPS 9,3 % (−0,1 %), FDP 7,6 % (−1,3 %), glp 8,1 % (−0,3 %), EVP 2,2 % (±0,0 %), EDU 2,8 % (+1,4 %).

## Sehenswürdigkeiten

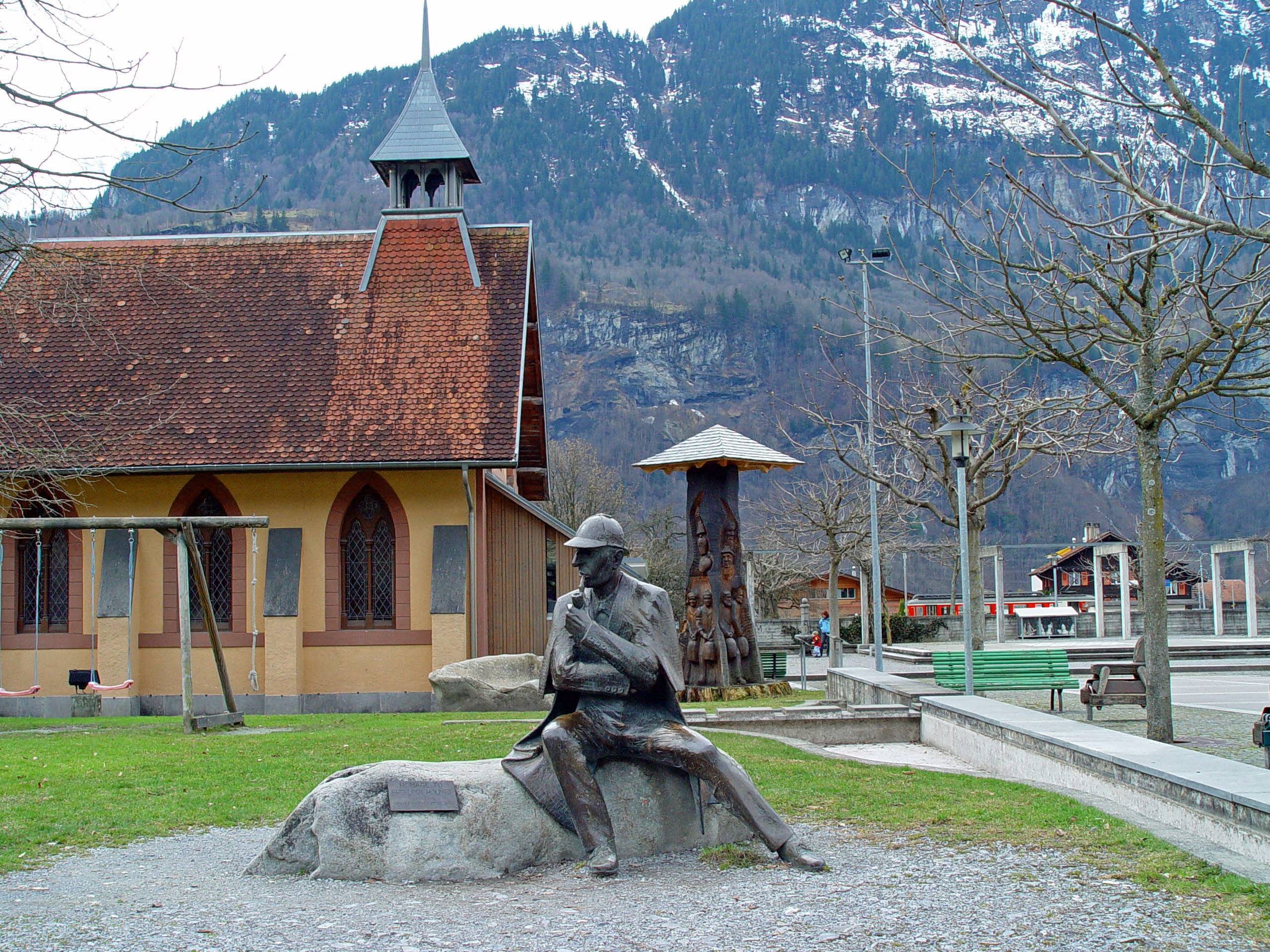
Statue von Sherlock Holmes in Meiringen vor der Englischen Kirche

Bekannt ist Meiringen für die nahe gelegenen Touristenattraktionen Aareschlucht sowie die Reichenbachfälle, wobei letztere zu Fuss oder mit einer Standseilbahn zu erreichen sind. In den grössten Kaskaden der Reichenbachfälle soll die von Arthur Conan Doyle geschaffene Romanfigur Sherlock Holmes mitsamt Professor Moriarty am 4. Mai 1891 hinabgestürzt sein. Holmes überlebte jedoch und nutzte die Gelegenheit, um seinen eigenen Tod zu inszenieren und später den erfolglosen Todesschützen Moran zur Strecke zu bringen.

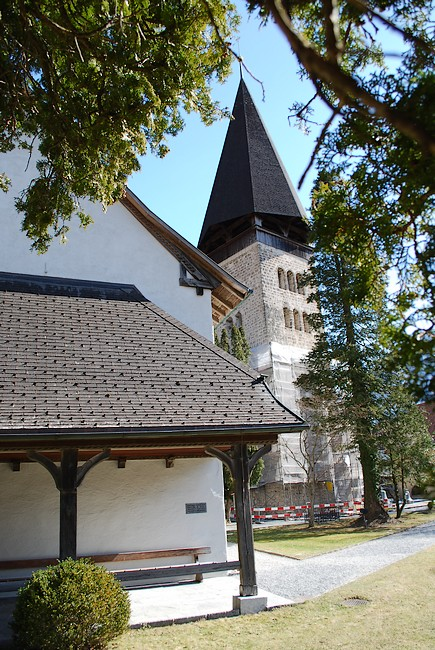
Sankt Michaelskirche

An der Kampfstelle, welche mit einem weissen Stern gut sichtbar markiert ist und zu der von der Bergstation der Standseilbahn ein ca. 20-minütiger Fussweg führt, erinnert eine Gedenktafel an diese (fiktive) Begebenheit. Auf ihr steht in englischer und deutscher Sprache: «An diesem furchterregenden Ort besiegte Sherlock Holmes am 4. Mai 1891 Professor Moriarty.» Die Tafel wurde 1991 von den beiden Sherlock-Holmes-Gesellschaften «The Bimetallic Question of Montreal» und «The Reichenbach Irregulars», der Schweizer Holmes-Gesellschaft, angebracht. Weiter gibt es seit 1991 ein Sherlock-Holmes-Museum unter der Englischen Kirche sowie ein Sherlock-Holmes-Denkmal an der Hauptstrasse, geschaffen von John Doubleday. Im Museum findet sich das Wohnzimmer des Detektivs an der 221B Baker Street, London, detailgetreu nachgebaut. Die «Sherlock Holmes Society of London» organisiert regelmässig Reisen nach Meiringen, bei denen die Teilnehmer in historischen Kostümen die Abenteuer von Sherlock Holmes nachspielen.
Auf der dem Reichenbachfall gegenüberliegenden Talseite befindet sich die Alpbachschlucht, welche ebenfalls einen Wasserfall zu bieten hat und auf einem Felspfad durchstiegen werden kann.
Eine weitere Sehenswürdigkeit ist die Sankt-Michaels-Kirche aus dem Jahre 1684 mit achteckigem frei stehendem Glockenturm und ihren Ausgrabungen. Das ganze Areal der Kirche steht unter dem Schutz des Bundes. Regelmässig werden Führungen angeboten.
In der Altjahrswoche, zwischen Weihnachten und Silvester, findet jedes Jahr das Trycheln statt.

## Kultur

### Ubersitz
Siehe auch → Haslitaler Trycheln

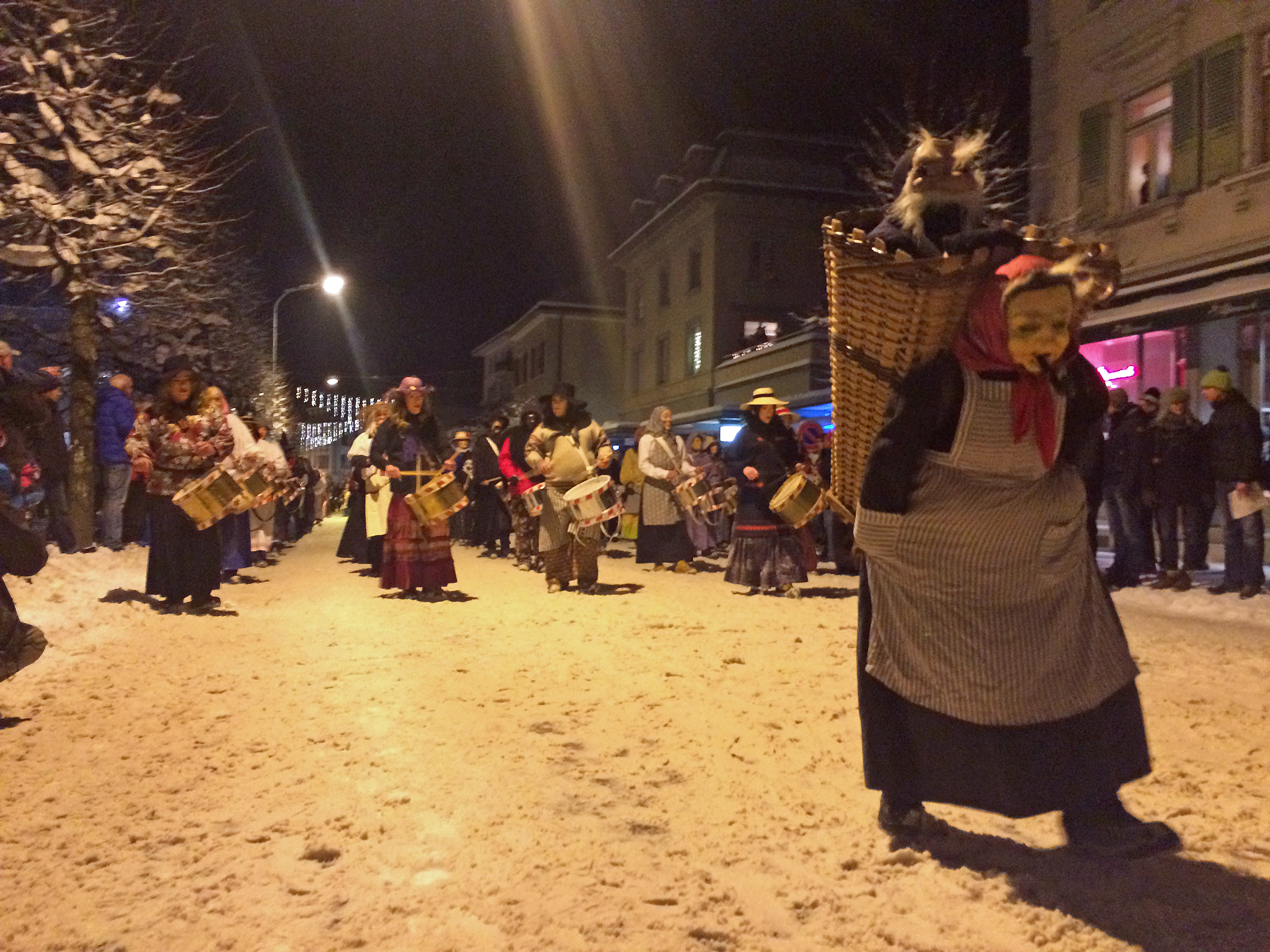
Huttewiibli und Trychelzug

In der Woche zwischen Weihnachten und Silvester sind im Haslital die Trychler unterwegs. Am letzten Arbeitstag im Jahr treffen sich die Trychelzüge aus den verschiedenen Dörfern zum Ubersitz in Meiringen. Die Trychler sind meist verkleidet. Die Gruppen mit Trycheln verschiedener Grösse, Glocken und Trommeln ziehen durchs Dorf, jede zu ihrem eigenen langsamen Rhythmus. Die alte Tradition hat zum Sinn, die bösen Geister zu vertreiben.

### Meringue

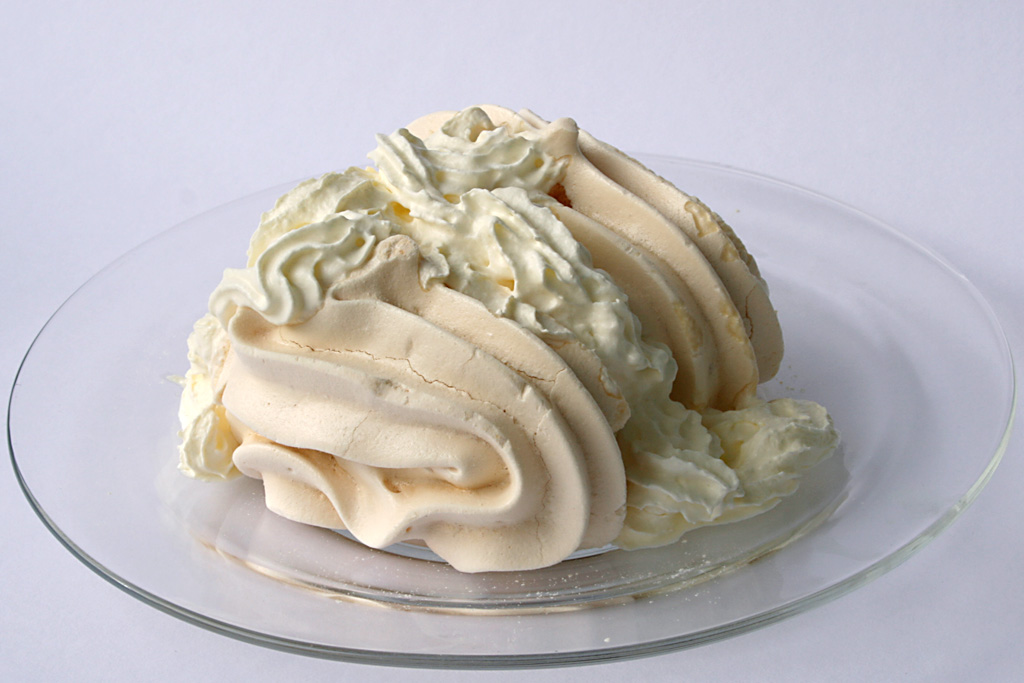
Meringue mit Schlagrahm

Nach einer populären Meinung soll der italienische Zuckerbäcker Gasparini in Meiringen angeblich um 1600 (oder 1720?) erstmals ein Dessert aus Zucker und Eischnee kreiert haben, das er nach dem Dorf benannte, und aus Meiringen soll französisierend Meringue geworden sein. Französische Kolonialisten führten es bis nach Haiti aus – die Kolonialinsel war der Hauptzuckerlieferant des Landes. Dort soll Mitte des 19. Jahrhunderts die Süssspeise dem karibischen Tanz auf der Dominikanischen Republik, dem Merengue, ihren Namen gegeben haben. In Deutschland ist diese Süssspeise bekannter unter dem Namen Baiser (franz. «Kuss»), der auf einen Ausruf der englischen Königin zurückgehen soll.
Haltbar sind diese Spekulationen nicht, wenngleich der Begriff Meringue tatsächlich schwer zu deuten ist. Erstmals erwähnt wird das Wort jedenfalls in einem französischen Kochbuch von 1691. Nach der einen Deutung soll Meringue auf mittellateinisch melinus zurückgehen, was «honigsüss» bedeutet und von lateinisch mel «Honig» abgeleitet ist. Nach einer anderen stammt es von lateinisch merenda, was «Zwischenmahlzeit, Vesperbrot» heisst. Trifft diese zweite Erklärung zu, wäre es sprachgeschichtlich identisch mit Marend, dem Bündner Wort für Zvieri (Zwischenmahlzeit am Nachmittag – um vier Uhr).

## Gesundheitswesen
Meiringen verfügt seit 2007 anstatt eines Akutspitals über ein Gesundheitszentrum ohne 24-Stunden-Notfallversorgung. Eine Notfallstation ist während des Tages vorhanden, während der Nacht übernimmt diese Funktion der ansässige Rettungsdienst mit Krankenwagen. Das Gesundheitszentrum Meiringen gehört zum Klinikverbund Spitäler Frutigen Meiringen Interlaken AG (FMI AG).
Seit 1919 besteht die psychiatrische Privatklinik Meiringen im nahen Willigen (Gemeinde Schattenhalb ).

## Verkehr

### Eisenbahn

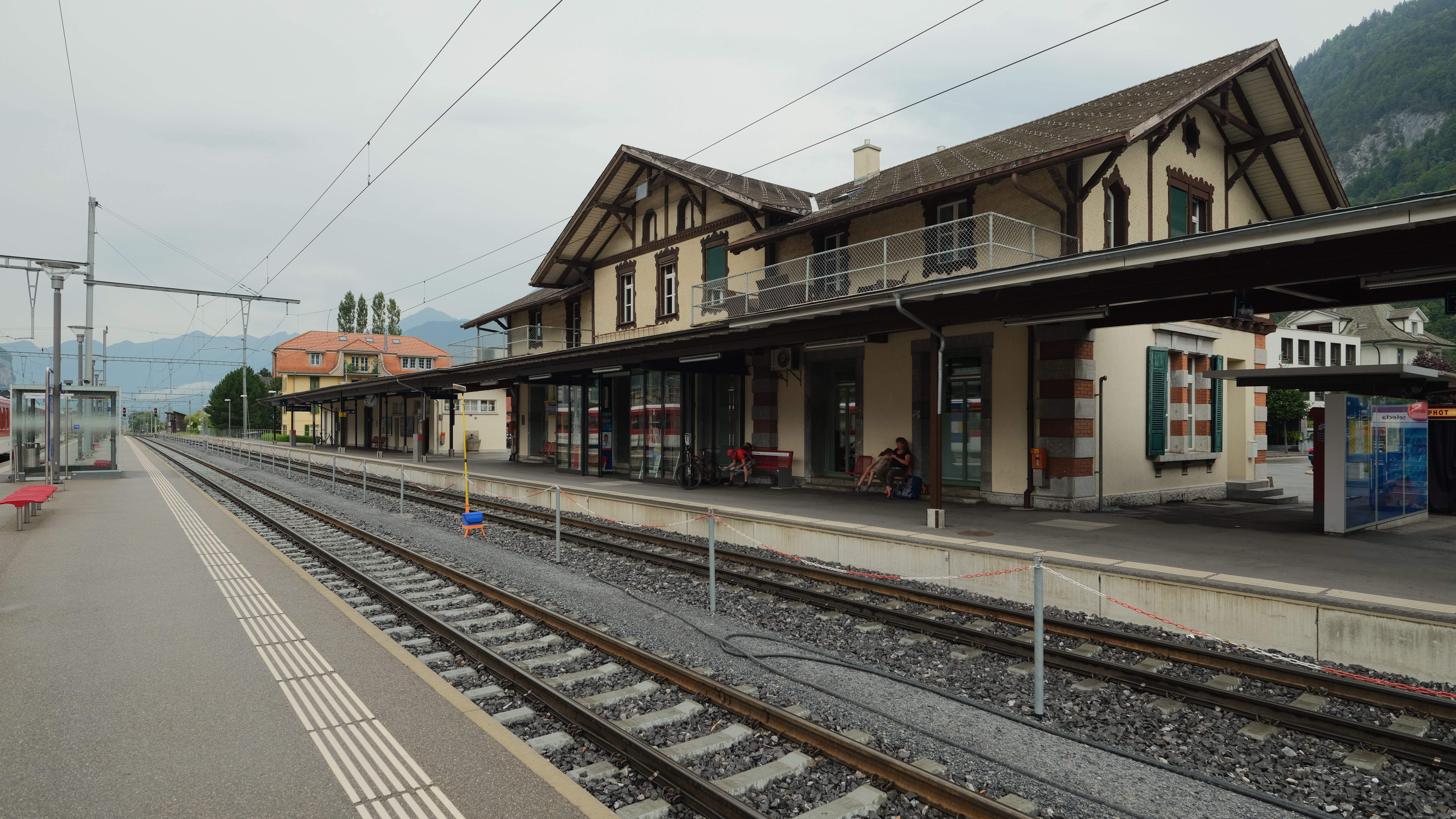
Bahnhof

Die Zentralbahn, die am 1. Januar 2005 aus der Fusion der Luzern-Stans-Engelberg-Bahn und der Brünigbahn entstand, hat seit 1888 in Meiringen einen Kopfbahnhof, in dem sich die Strecke entlang am Brienzersee von Interlaken sowie die Zahnradstrecke über den Brünigpass von Luzern treffen. Die Reichenbachfälle mit der Reichenbachfall-Bahn und die Aareschlucht waren zwischen 1912 und 1956 mit der Trambahn Meiringen-Reichenbach-Aareschlucht zu erreichen. Seit 1946 besteht durch die Meiringen-Innertkirchen-Bahn ebenfalls eine Anbindung der Aareschlucht, diese wurde am 1. Januar 2021 durch die Zentralbahn übernommen.

### Luftseilbahn
Mit der Luftseilbahn hat man von Meiringen aus direkten Zugang zum Skigebiet Hasliberg, welches über 18 Bahnen und 60 km präparierte Pisten verfügt.

### Strassen
Meiringen liegt an der Hauptstrasse 6 und 11, die von Interlaken kommend auf den Susten- (Nr. 11) bzw. auf den Grimselpass (Nr. 6) führt. Ferner beginnt bzw. endet in Brienzwiler westlich von Meiringen die Hauptstrasse 4 über den Brünigpass, die durch eine Stichstrasse mit Meiringen verbunden ist.

### Luftfahrt
Etwa fünf Kilometer talabwärts ist der Militärflugplatz Meiringen der Schweizer Luftwaffe.

## Partnerschaften
Meiringen hat vier Schweizer Partnergemeinden: Eschenbach im Kanton St. Gallen, Le Landeron im Kanton Neuchâtel, Morcote im Kanton Tessin und Scuol im Kanton Graubünden.

## Persönlichkeiten
- Peter im Baumgarten (1761–1799) war ein Hirtenjunge, der 1775 zunächst von Heinrich Julius von Lindau als Pflegesohn («Peter Lindau genannt im Baumgarten») und dann 1776 von dessen Freund Johann Wolfgang von Goethe als Mündel und Ziehsohn aufgenommen wurde.
- Arnold Brügger (1888–1975), Kunstmaler
- Fritz Ringgenberg (1891–1977), Ehrenbürger und Dichter[14]
- Arnold Glatthard (1910–2002), Skirennfahrer, Bergführer und Politiker, Gemeinderatspräsident 1967–1970, Ehrenbürger
- Ruth von Fischer (1911–2009), Künstlerin und Zeichenlehrerin
- Karl Glatthard (1913–1982), Nationalrat, Sportverbandspräsident[15]
- Andreas Lindt (1920–1985), Theologe und Hochschullehrer an der Universität Bern; Neffe von Karl Barth
- Christian Menn (1927–2018), Bauingenieur
- Walter Blaser (1947–1988), Profiboxer
- Rudolf Jaun (* 1948), Militärhistoriker
- Christine Schraner Burgener (* 1963), Diplomatin, Botschafterin
- Christoph Ammann (* 1969), Berner Regierungsrat
- Beat Kohler (* 1974), Gemeinderat und Grossrat (Grüne)
- Sascha Urweider (* 1980), Radrennfahrer
- Kaspar von Grünigen (* 1982), Jazzmusiker
- Matthias Glarner (* 1985), Schwinger, Schwingerkönig 2016
- Stefan Glarner (* 1987), Fussballspieler, FC Thun